# 1839 Раґацца
1839 Раґацца (1839 Ragazza) — астероїд головного поясу, відкритий 20 жовтня 1971 року.
Тіссеранів параметр щодо Юпітера — 3,282.